# Pointe Madame
La Pointe Madame est un cap de Guadeloupe.

## Description
Il se situe à l'ouest de la plage des Amandiers qu'il sépare de l'anse Dindé, face, en regard de la mer, à la pointe à Latanier sur sa gauche et à la pointe du Trou à Meynal à sa droite. A son extrémité se trouve deux croix et un socle daté de 1918.
La rivière Madame se jette à proximité dans l'anse Dindé.

## Histoire
La pointe Madame abritait au XIXe siècle une batterie. 

## Géologie
La pointe Madame est un élément d'une brèche relativement récente formée de blocs de toutes tailles d'une roche dacitoïde violacée et de dépôts de nuées ardentes dacitiques.

## Galerie

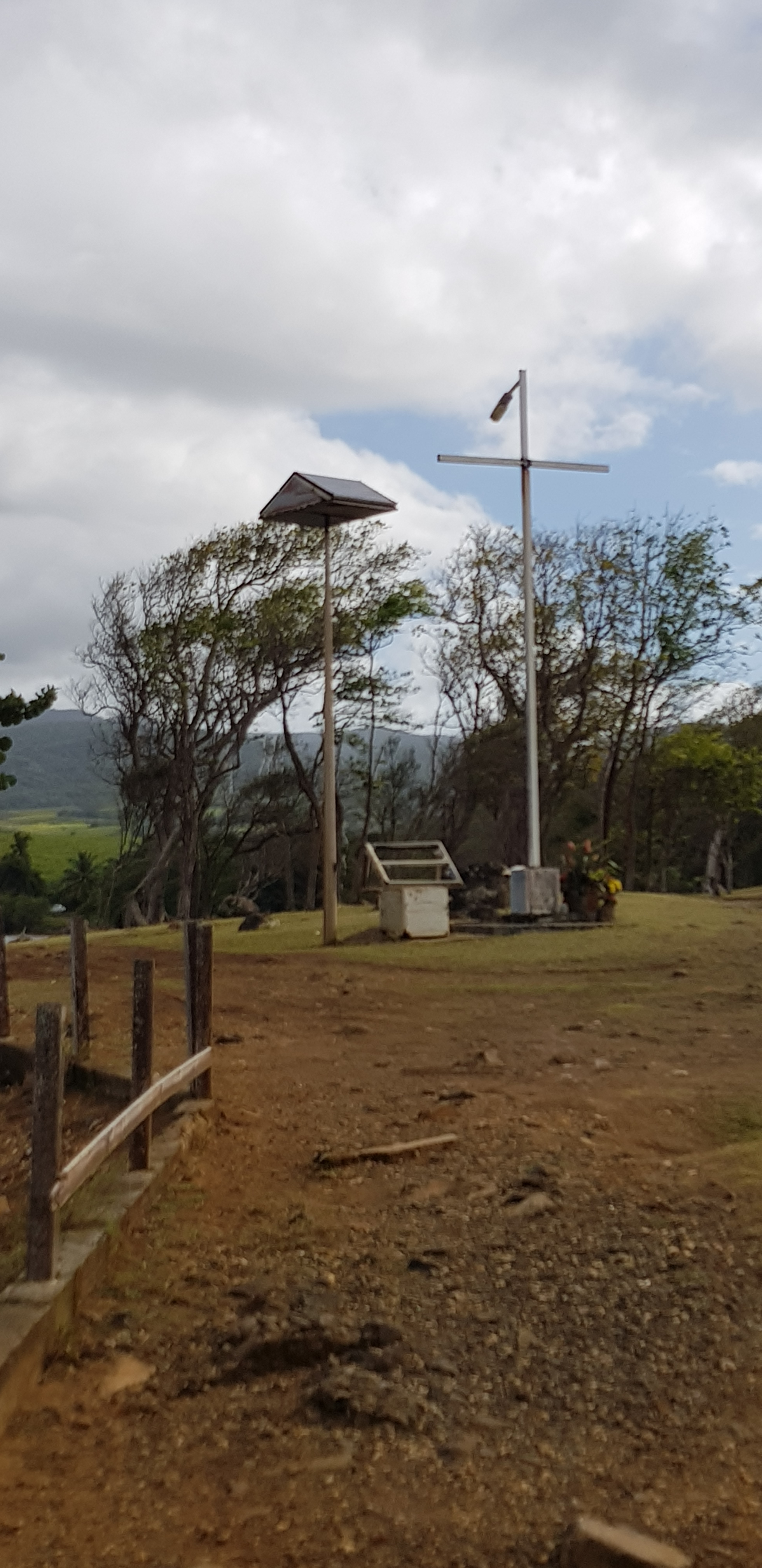
Croix de la pointe Madame ou Croix des Amandiers à Sainte-Rose (Guadeloupe)
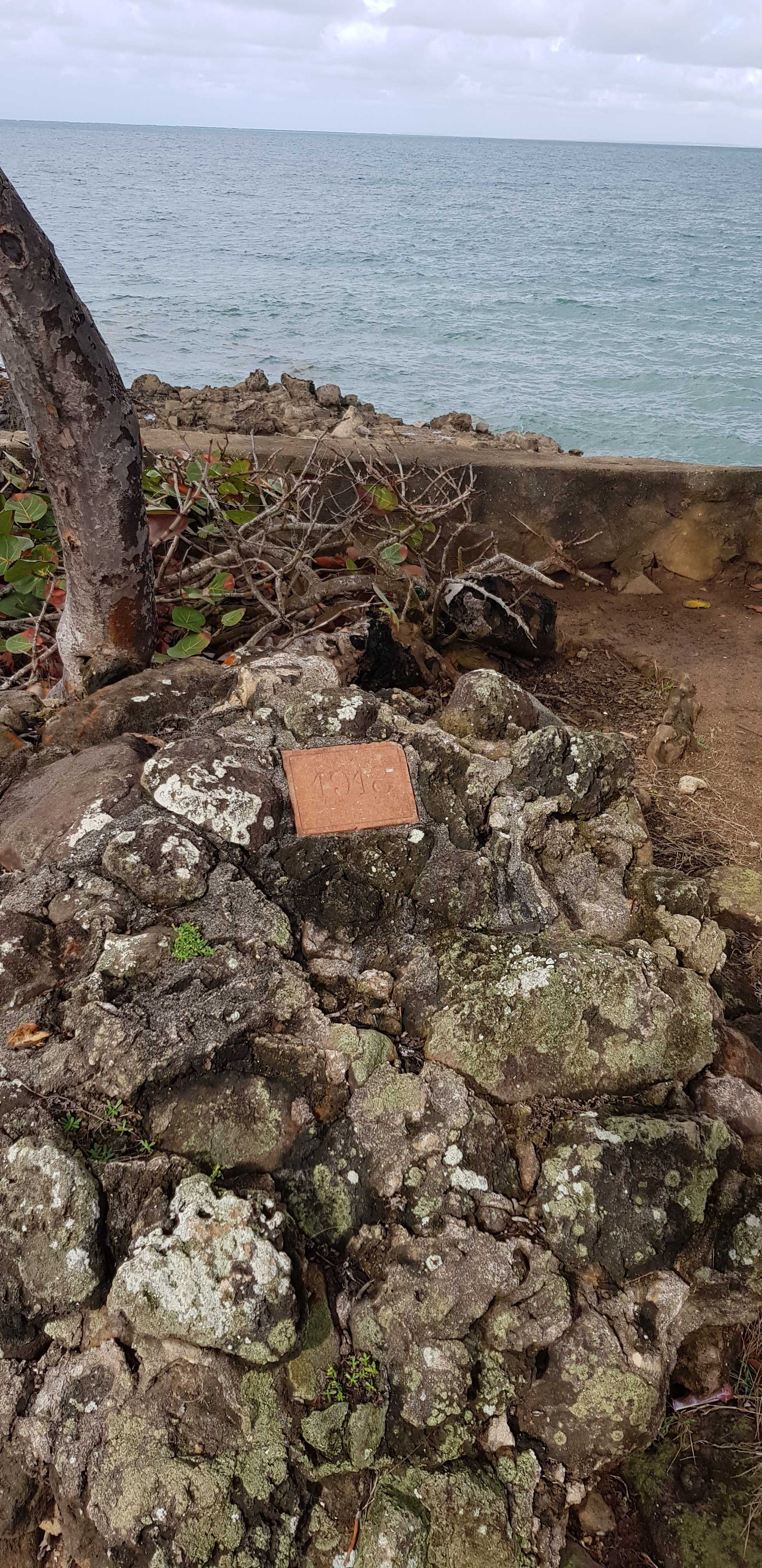
Socle daté de 1918
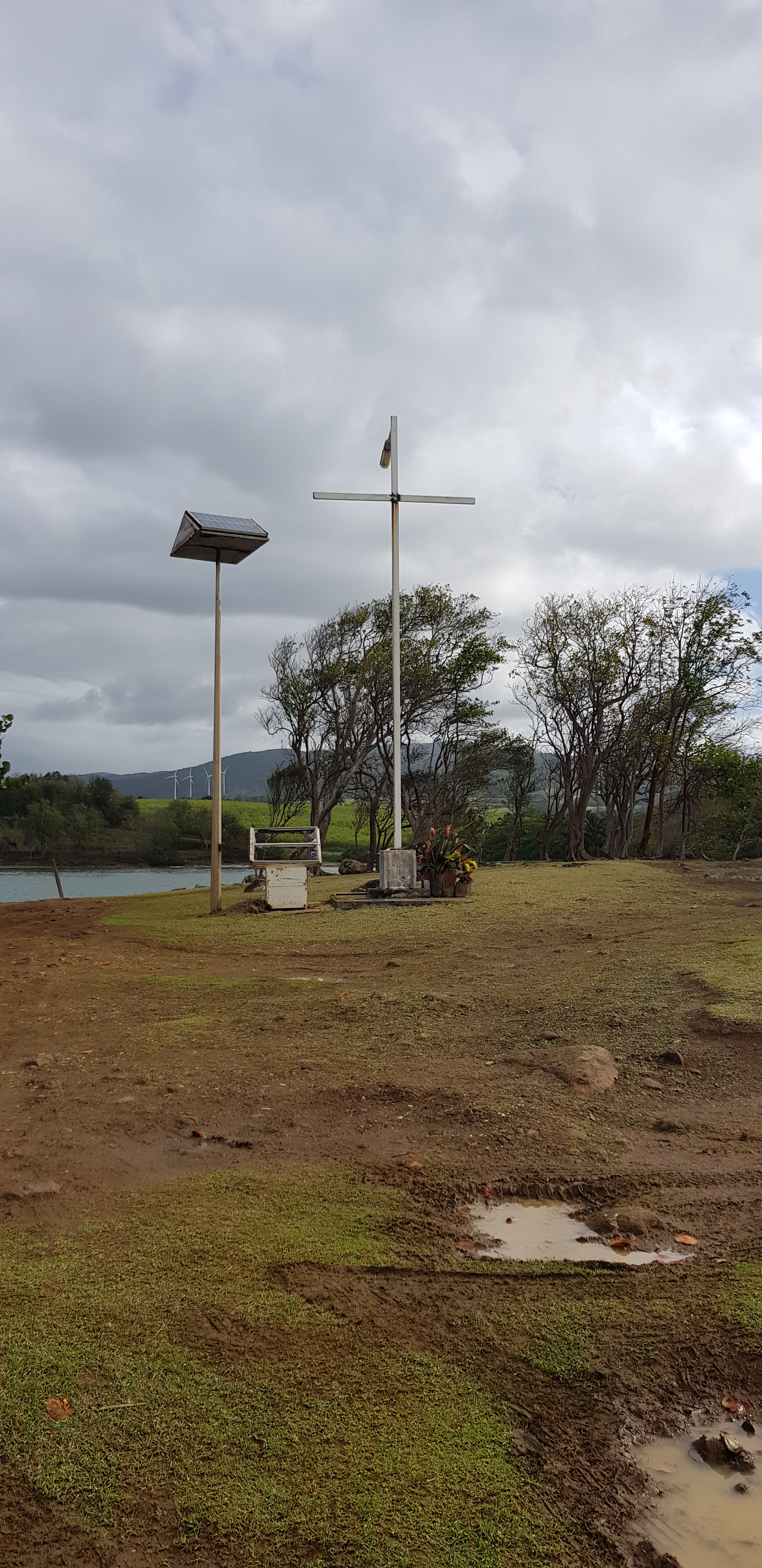
Deuxième croix
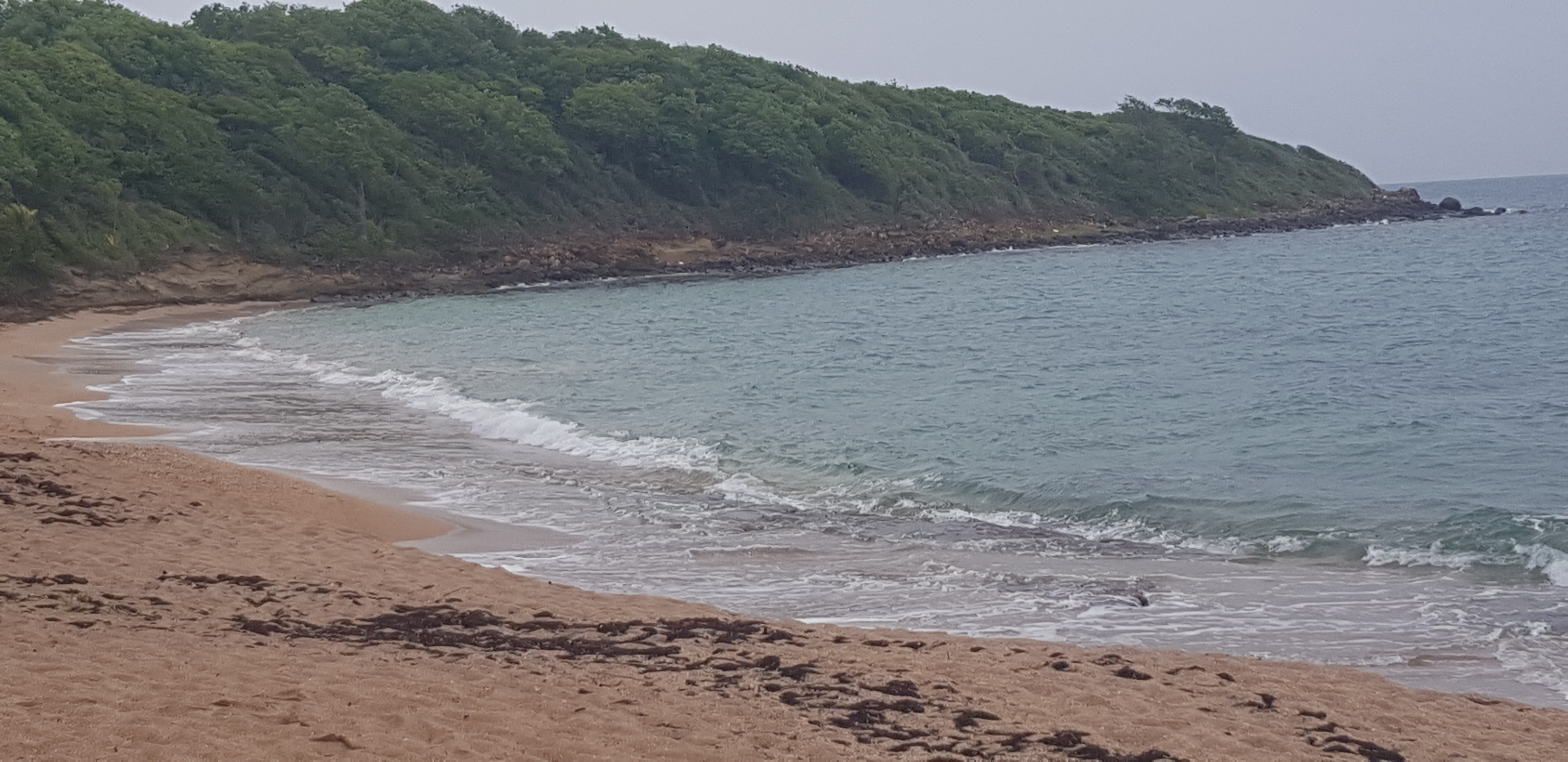
La pointe à Latanier